# Clérey-sur-Brenon
 Clérey-sur-Brenon  là một xã của tỉnh Meurthe-et-Moselle, thuộc vùng Grand Est, đông bắc nước Pháp. Xã này nằm ở khu vực có độ cao trung bình 260 mét trên mực nước biển.